# Paseo de la Reforma

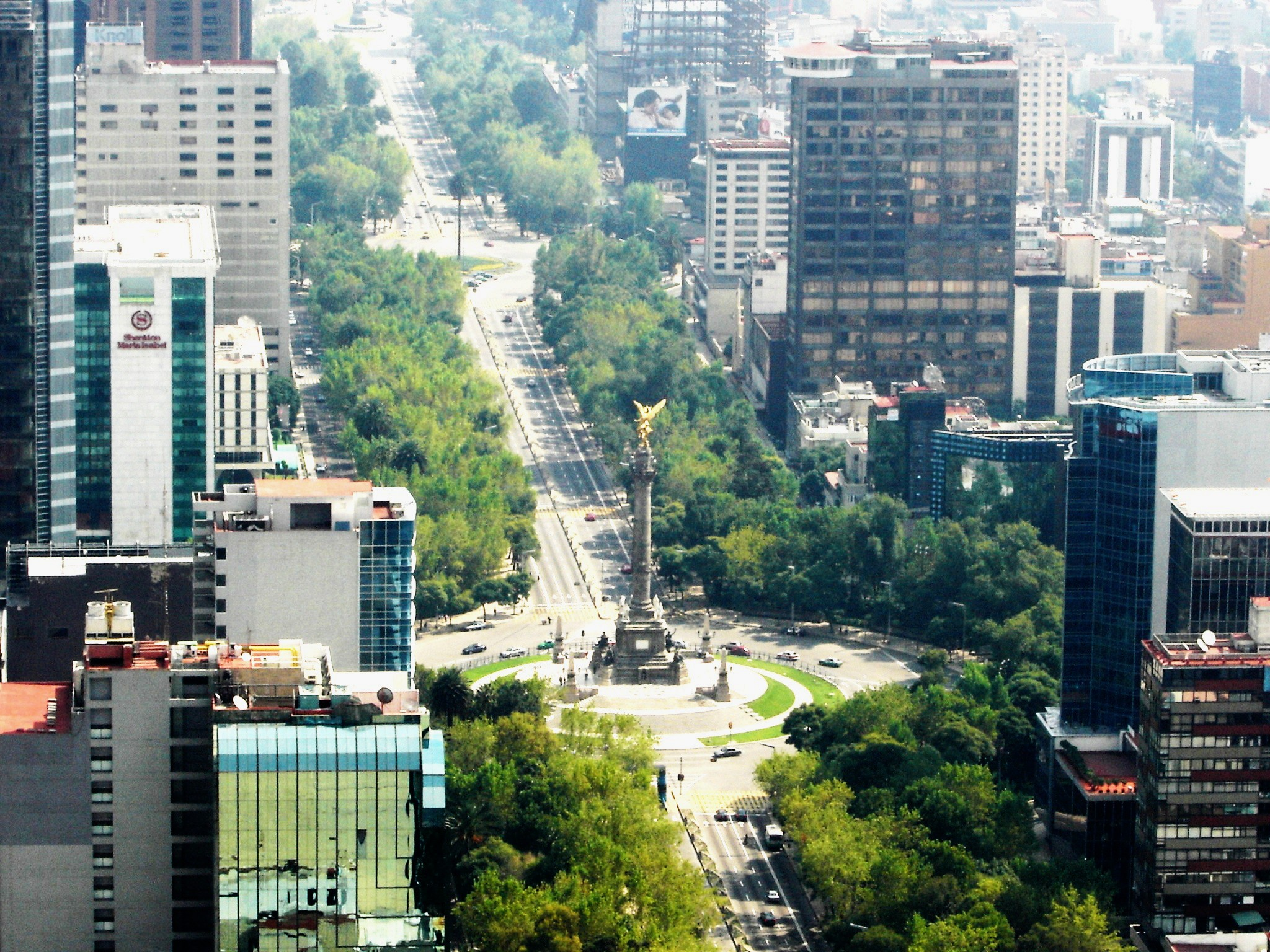
Paseo de la Reforma

Paseo de la Reforma là một đại lộ rộng lớn bắt chéo ngang qua trung tâm của Thành phố Mexico. Đại lộ được thiết kế bởi một nam tước và là sĩ quan Áo là Ferdinand von Rosenzweig trong những năm 1860 và mô hình hóa theo các đại lộ lớn của châu Âu, như là Ringstrasse ở Vienna và Champs-Élysées ở Paris.
Sau sự can thiệp của Pháp ở Mexico đã lật đổ Tổng thống hợp hiến Benito Juárez, hoàng đế Maximilian mới lên ngôi đã cố gắng ghi lại dấu ấn của mình trên các thành phố bị chinh phục. Ông cho tạo một con đường lớn nối liền trung tâm thành phố với nơi cư trú của mình, Lâu đài Chapultepec ở phía tây nam của tỉnh. Dự án này ban đầu được đặt tên là Paseo de la Emperatriz ("Đại lộ Hoàng hậu") để vinh danh vị phối ngẫu của Maximilian, Hoàng hậu Carlota. Sau khi quân Pháp rút đi, chính phủ Juárez đã có thể trở về và xử tử Maximilian I, và đổi tên đường thành Paseo de la Reforma ("Đại lộ Cải cách") để vinh danh cuộc chiến Cải cách.
Ngày nay, đại lộ dài 15 km và rộng 60m, là nơi tập trung nhiều tòa nhà cao nhất của Mexico như Torre Mayor (cao 225 m), Torre Reforma (đang xây dựng) và những tòa nhà khác trong khu phố mua sắm lân cận Zona Rosa thuộc Cuauhtémoc, Distrito Federal. Trên đại lộ có rất nhiều vòng xoay giao thông với tượng đài của những nhân vật nổi tiếng, thường gắn liền với lịch sử của đất nước. Ngoài ra, trên đường và những khu lân cận xung quanh có nhiều ngân hàng và các văn phòng, đại sứ quán, khách sạn và nhà hàng cao cấp và thị trường chứng khoán của Thành phố Mexico (Bolsa Mexicana de Valores).

## Hình ảnh

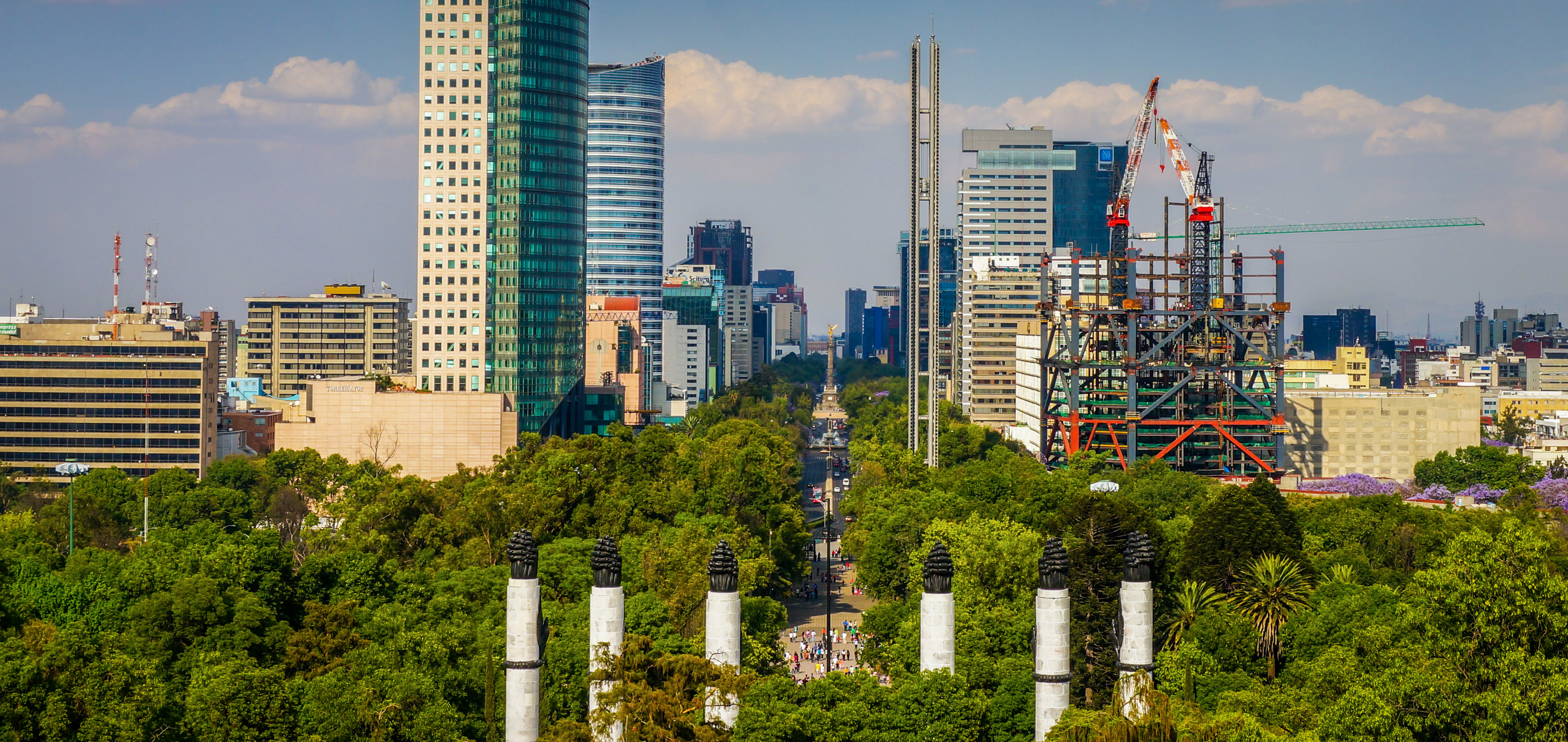
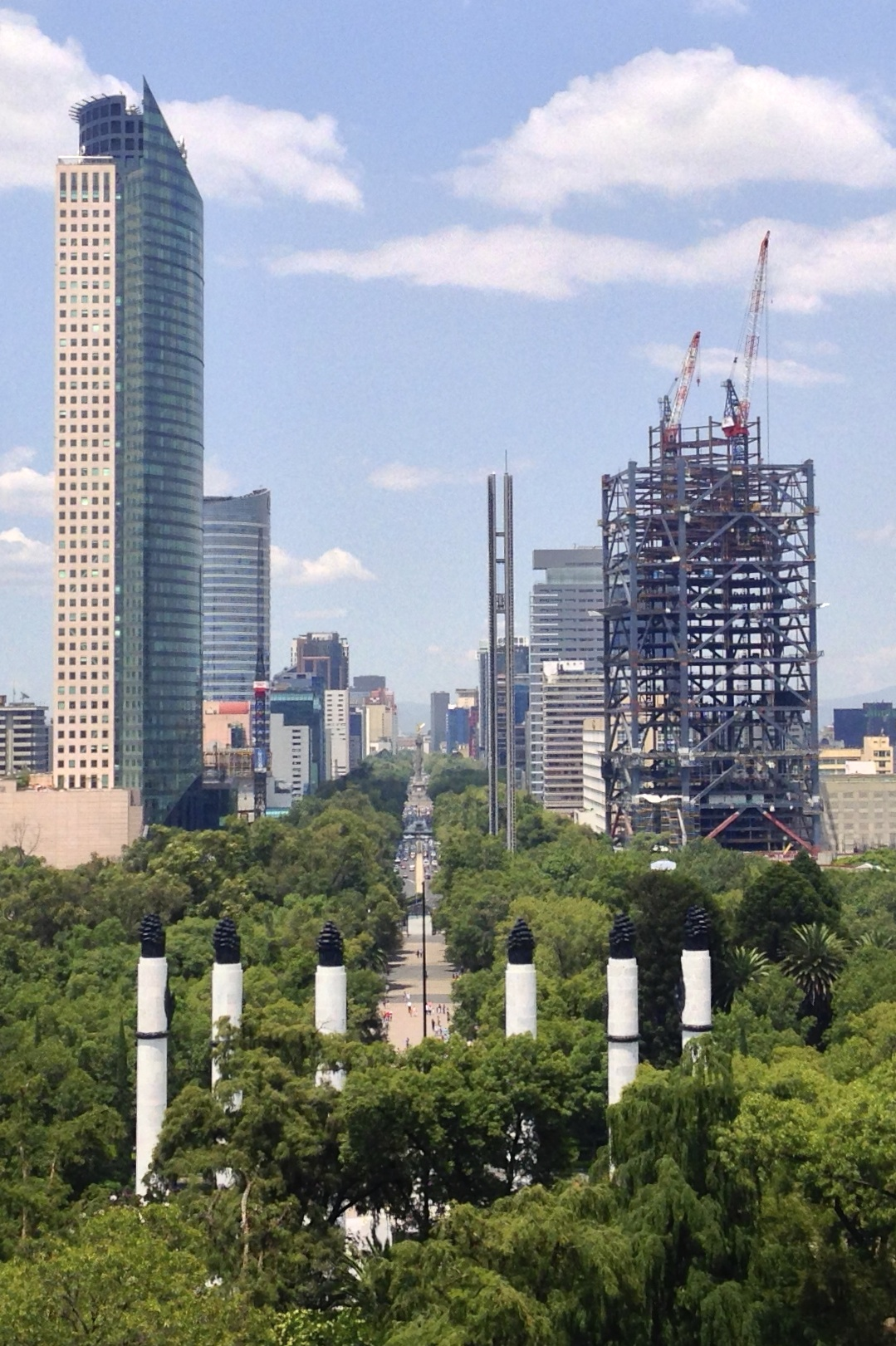
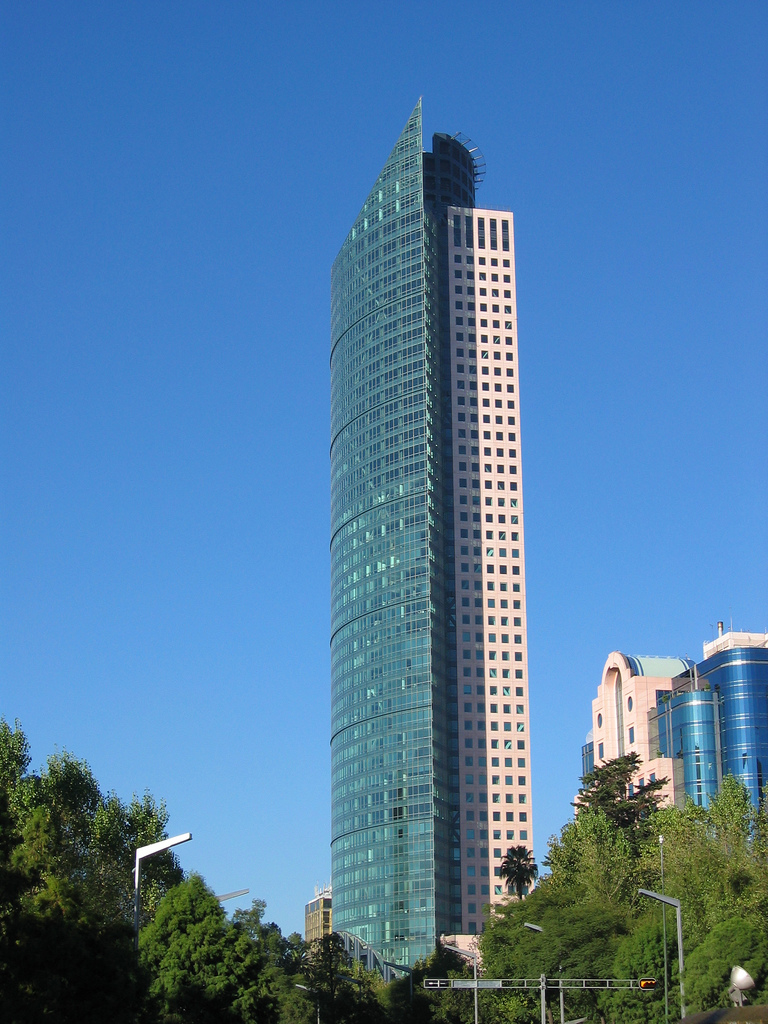
Tòa nhà Torre Mayor, cao 225m
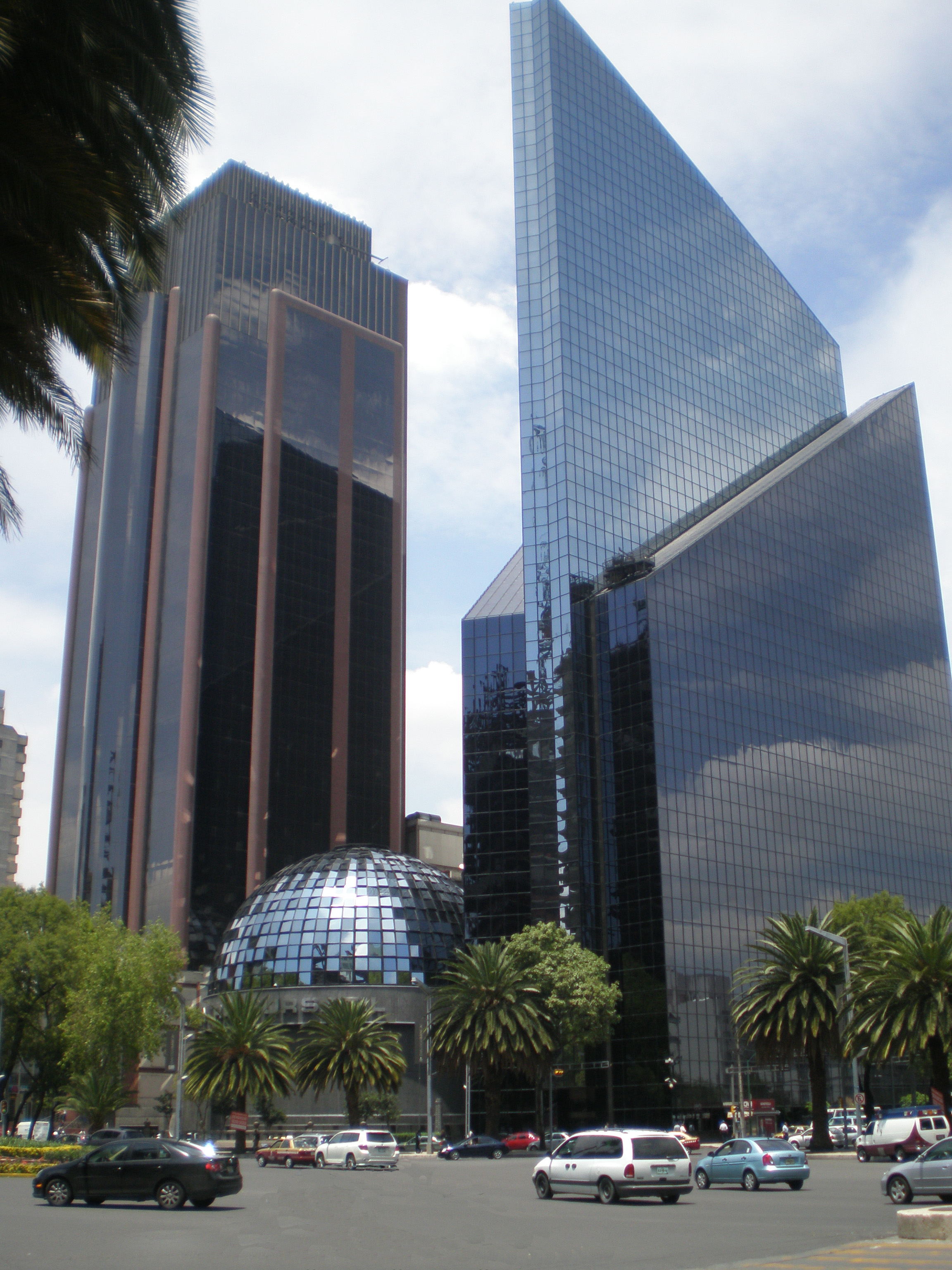
Thị trường chứng khoán Mexico
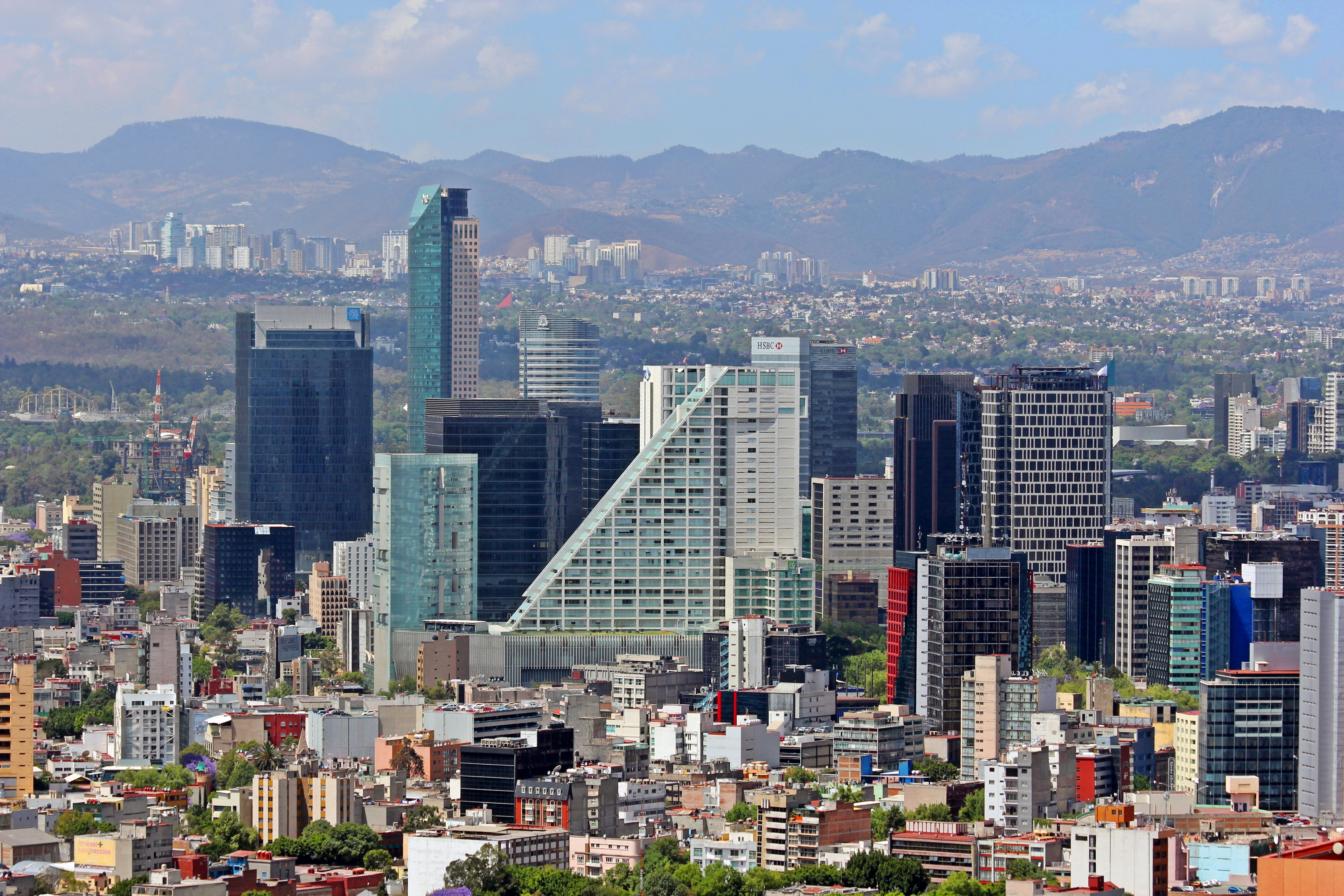
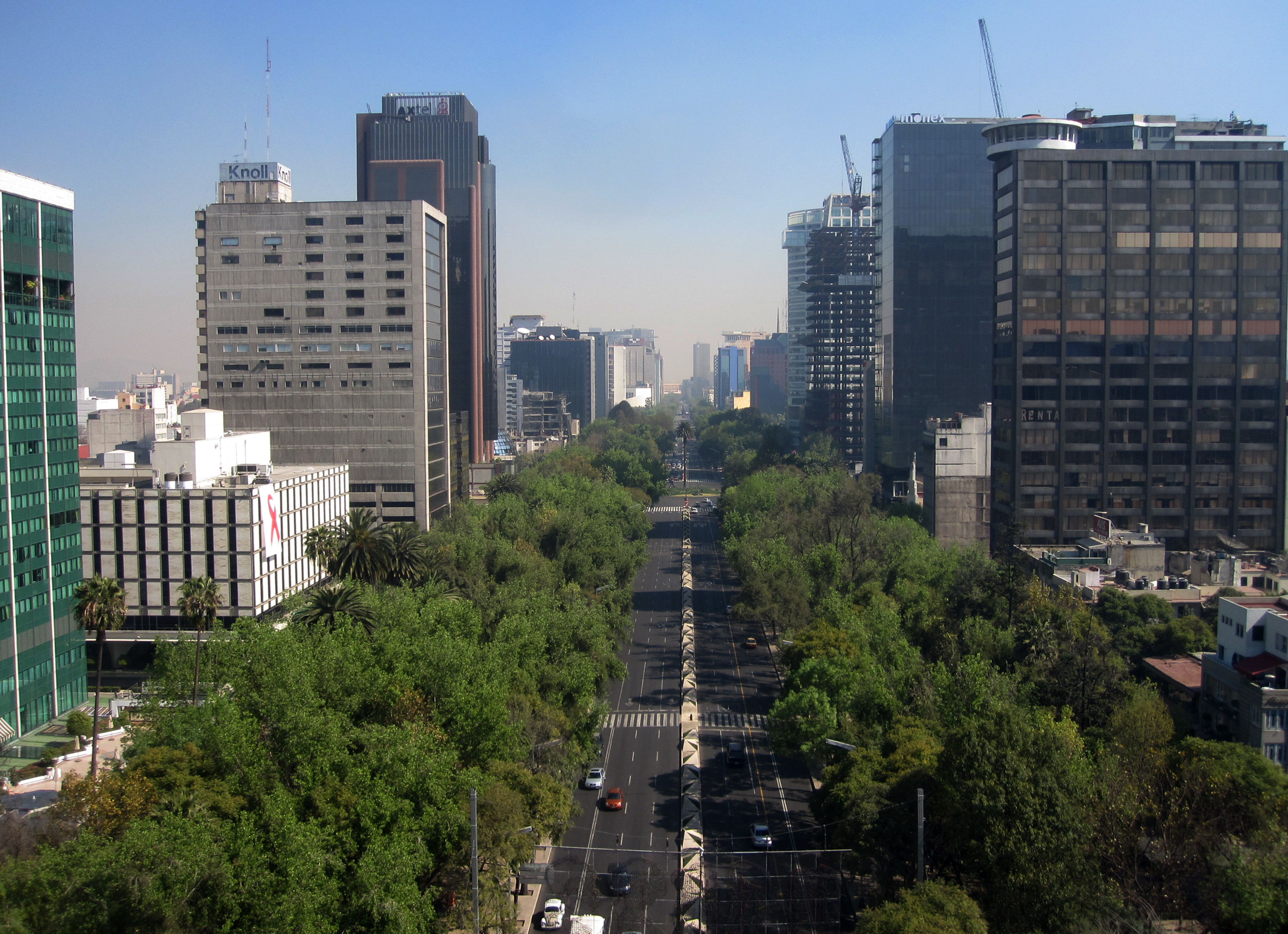
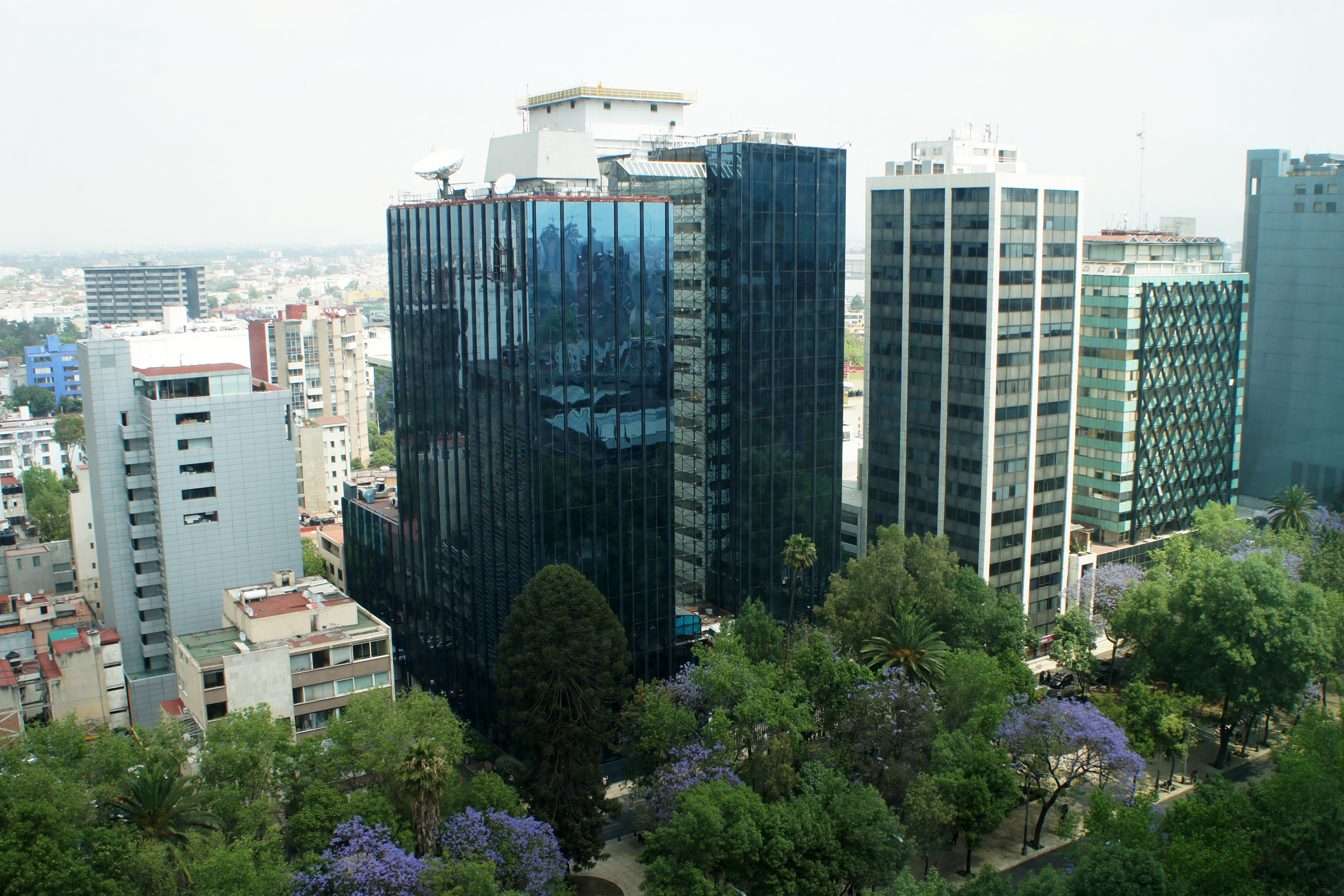
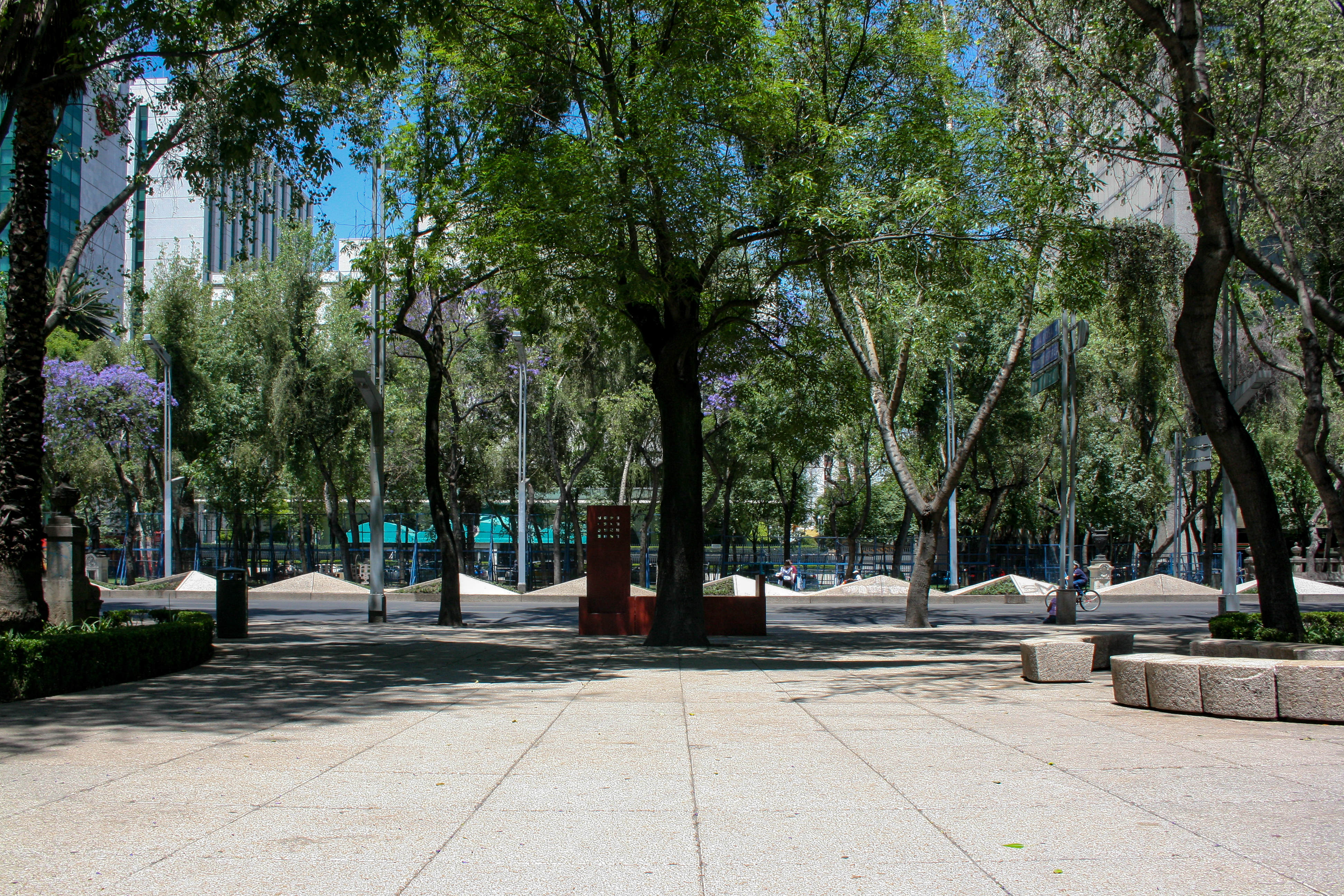
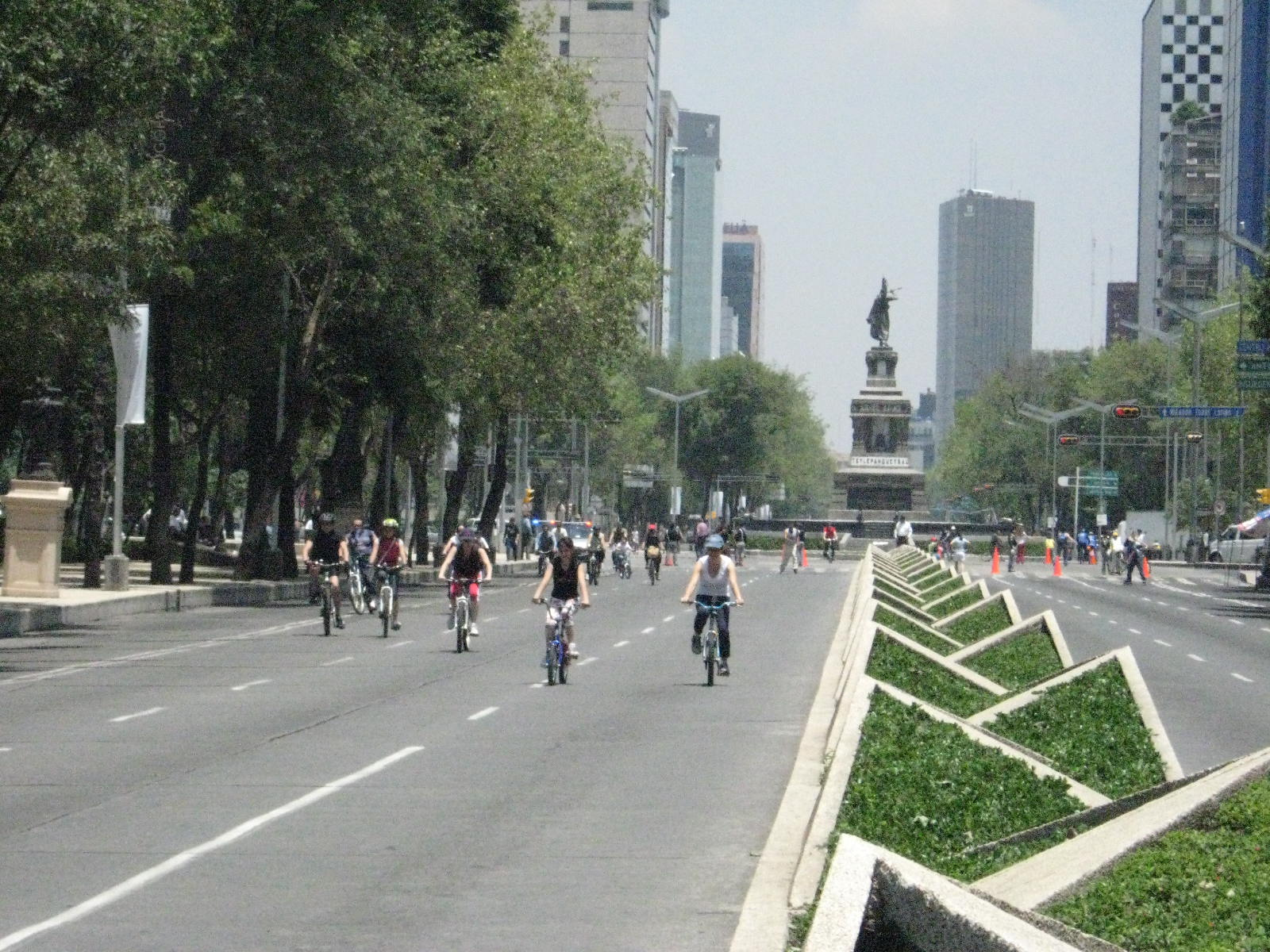
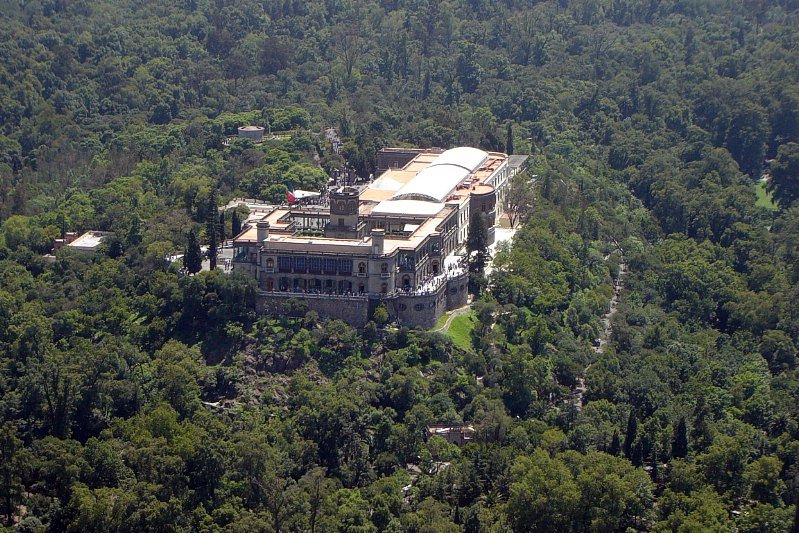
Lâu đài Chapultepec
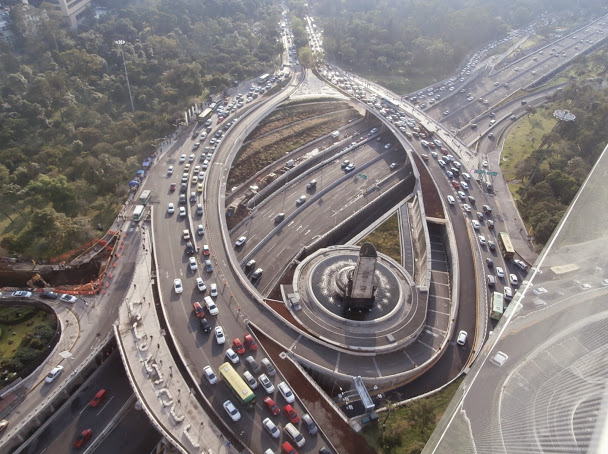
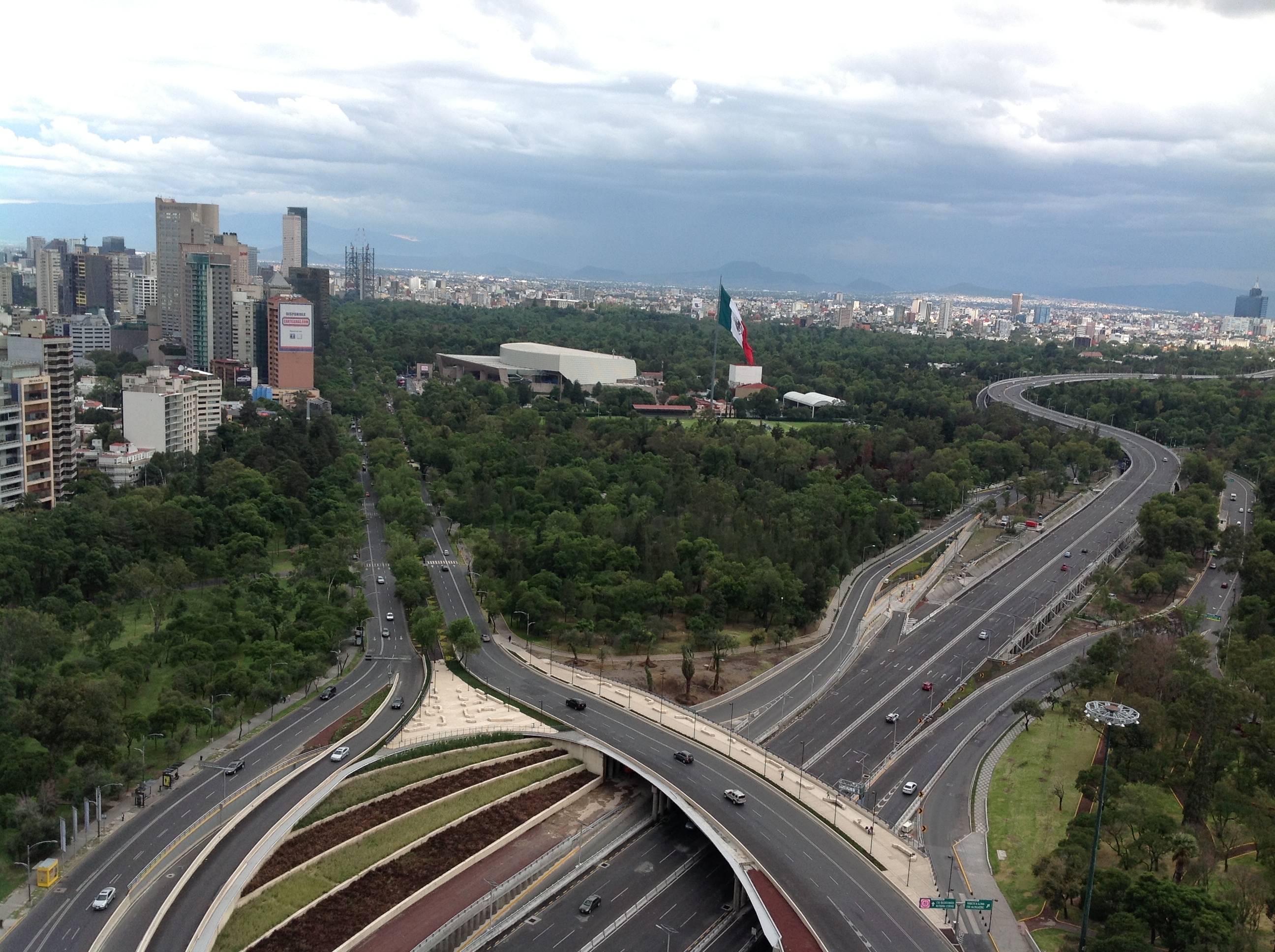